# Pademelon czerwononogi
Pademelon czerwononogi, pademelon rudonogi (Thylogale stigmatica) – gatunek ssaka z podrodziny kangurów (Macropodinae) w obrębie rodziny kangurowatych (Macropodidae). 

## Taksonomia
Gatunek po raz pierwszy zgodnie z zasadami nazewnictwa binominalnego opisał w 1860 roku brytyjski zoolog John Gould nadając mu nazwę Halmaturus stigmaticus. Miejsce typowe to Point Cooper, na północ od Rockingham Bay, Queensland, Australia. Holotyp to skóra i poważnie uszkodzona czaszka dorosłego samca o sygnaturze BMNH 60.11.13.1 z kolekcji Muzeum Historii Naturalnej w Londynie.
Badania genetyczne przeprowadzone w XXI wieku ujawniły złożony wzór różnicowania w obrębie całego zasięgu występowania, w tym dowody na hybrydyzację między niektórymi liniami rodowodymi. Populacje z południowo-wschodniej Australii (wilcoxi) są genetycznie najbardziej odrębne i mogą stanowić odrębny gatunek. Natomiast populacje z półwyspu Jork (coxenii) i południowo-wschodniej Nowej Gwinei (oriomo) są słabo zróżnicowane i może być uzasadnione nie uznawania ich za podgatunki. W celu rozwiązania tych kwestii konieczne jest przeprowadzenie kompleksowych badań dotyczących zmienności morfologicznej oraz pobranie dodatkowych próbek genetycznych. 
Tradycyjnie rozpoznano cztery podgatunki. Podstawowe dane taksonomiczne podgatunków (oprócz nominatywnego) przedstawia poniższa tabelka:
| Podgatunek    | Oryginalna nazwa        | Autor i rok opisu     | Miejsce typowe                                           | Holotyp |
| ------------- | ----------------------- | --------------------- | -------------------------------------------------------- | --- |
| T. s. coxenii | Halmaturus coxenii      | J.E. Gray, 1866       | Port Albany, Cape York, Queensland, Australia.           | Skóra i poważnie uszkodzona czaszka dorosłego samca (lektotyp, sygn. BMNH 66.4.23.1) z kolekcji Muzeum Historii Naturalnej w Londynie; zebrany przez angielskiego przyrodnika Charlesa Coxena. |
| T. s. oriomo  | Macropus coxenii oriomo | Tate & Archbold, 1935 | Wuroi, rzeka Oriomo, Papua Zachodnia, Papua-Nowa Gwinea. | Skóra i czaszka dorosłego samca (sygn. AMNH 104429) z kolekcji Amerykańskiego Muzeum Historii Naturalnej; zebrany 2 lutego 1934 roku przez amerykańskiego zoologa Richarda Archbolda.          |
| T. s. wilcoxi | Halmaturus wilcoxi      | McCoy, 1866           | Rzeka Richmond, Nowa Południowa Walia, Australia.        | Skóra z czaszką w jej wnętrzu samicy (sygn. NMV C7083) z kolekcji Museums Victoria; zebrany przez australijskego kolekcjonera Jamesa Wilcoxa.                                                  |

### Etymologia
- Thylogale: gr. θυλακος thulakos ‘wór’; γαλεή galeē lub γαλή galē ‘łasica’[22].
- stigmatica: gr. στιγμα stigma, στιγματος stigmatos ‘punkt, tatuaż’, od στιζω stizō ‘tatuować’[23].
- coxenii: Charles Coxen (1809–1876), angielski przyrodnik (szwagier Johna Goulda), osadnik i parlamentarzysta w Australii[3][24].
- oriomo: rzeka Oriomo, Papua Zachodnia, Papua-Nowa Gwinea[7][25].
- wilcoxi: James Fowler Wilcox (1823–1881), angielsko-australijski kolekcjoner i przedsiębiorca[4][26].

## Zasięg występowania
Pademelon czerwononogi występuje w zależności od podgatunku. 
- T. stigmatica stigmatica – północno-wschodnie i środkowe wybrzeże Queenslandu od Cooktown do Proserpine w północno-wschodniej Australii.
- T. stigmatica coxenii – półwysep Jork na północ od Coen w północno-wschodnim Queensland.
- T. stigmatica oriomo – region Trans-Fly w południowej Papui-Nowej Gwinei.
- T. stigmatica wilcoxi – środkowe i południowo-wschodnie wybrzeże Queensland na południe od Wyong, na środkowym wybrzeżu Nowej Południowej Walii w Australii.

## Morfologia
Długość ciała (bez ogona) samic 38,6–52 cm, samców 47–53,6 cm, długość ogona samic 30,1–45,5 cm, samców 37,2–47,3 cm; masa ciała samic 2,5–4,2 kg, samic 3,7–6,8 kg. Futro grube i miękkie, wierzch szarobrązowy z żółtymi pręgami na biodrach, spód kremowy. Policzki, ramiona, zewnętrzne i wewnętrzne strony kończyn tylnych czerwonobrązowe. Ogon stosunkowo krótki i gruby. Nietypowa budowa trzeciego dolnego siekacza świadczy o bardzo bliskim pokrewieństwie z pozostałymi gatunkami rodzaju Thylogale.

## Ekologia

### Środowisko życia
Lasy deszczowe lub wilgotne lasy twardolistne z gęstym podszyciem. Na Nowej Gwinei również lasy w pobliżu bagien lub gęsto zadrzewiona sawanna.

### Tryb życia
Gatunek ten tworzy liczne korytarze w podszyciu leśnym. Żywi się głównie opadłymi liśćmi, jagodami, trawami, storczykami i paprociami. Prowadzą samotny tryb życia. Są aktywne od późnego popołudnia do wczesnego rana.

## Status zagrożenia
W Czerwonej księdze gatunków zagrożonych Międzynarodowej Unii Ochrony Przyrody i Jej Zasobów został zaliczony do kategorii LC (ang. least concern ‘najmniejszej troski’).